# Čazma
Čazma (maďarsky Csázma) je město v západní části chorvatské Slavonie, 60 km jihovýchodně od Záhřebu. Administrativně spadá pod Bjelovarsko-bilogorskou župu. V roce 2011 zde žilo celkem 8 077 obyvatel.
Město se rozkládá v rovinaté slavonské krajině na křižovatce silničních tahů Bjelovar–Ivanić Grad a Vrbovec–Garešnica. Protéká jím řeka Česma.
První písemná zmínka o Čazmě pochází z roku 1226. V roce 1537 bylo město vystaveno prvnímu tureckému vpádu a v roce 1552 bylo již na trvalo obsazeno osmanským vojskem. Turci jej ztratili v roce 1606. Později bylo součástí Rakousko-Uherska, poté Jugoslávie a od roku 1991 patří nezávislému Chorvatsku. Město nemá větší průmyslové podniky, sídlí zde dopravce Čazmatrans.